# Erik I van Brunswijk-Calenberg-Göttingen
Erik I van Brunswijk-Calenberg-Göttingen bijgenaamd de Oudere (Neustadt am Rübenberge, 16 februari 1470 - Hagenau, 30 juli 1540) was van 1495 tot aan zijn dood vorst van Brunswijk-Calenberg-Göttingen. Hij behoorde tot het Middelste Huis Brunswijk.

## Levensloop
Erik I was de tweede zoon van hertog Willem II van Brunswijk-Wolfenbüttel en diens echtgenote Elisabeth, dochter van graaf Botho van Stolberg-Wernigerode. Na de abdicatie van zijn vader in 1495 verdeelden Erik en zijn oudere broer Hendrik Ihet gebied van hun vader.  Erik kreeg het vorstendom Calenberg-Göttingen, terwijl Hendrik het overige deel van Brunswijk-Wolfenbüttel behield
Tijdens zijn jeugd ging hij op pelgrimstocht naar Jeruzalem en maakte hij een grand tour door Italië. Daarna trad Erik in dienst van keizer Maximiliaan I van het Heilige Roomse Rijk. In 1497 nam hij deel aan een veldtocht tegen het Ottomaanse Rijk en later vocht hij ook mee in oorlogen tegen Venetië, het Oude Eedgenootschap en Frankrijk. In 1504 redde Erik het leven van de keizer tijdens de Slag bij Wenzenbach, in de Landshuter Successieoorlog, waarna hij door hem tot ridder geslagen werd.
Op 29 juni 1497 huwde Erik met Catharina van Saksen (1468-1524), de dochter van hertog Albrecht van Saksen en weduwe van aartshertog Sigismund van Oostenrijk. Het huwelijk bleef kinderloos en na de dood van Catharina hertrouwde Erik op 7 juli 1525 met Elisabeth (1510-1558), dochter van keurvorst Joachim I Nestor van Brandenburg. Toen Elisabeth in 1528 in het kraambed ziek werd, beschuldigde ze de minnares van Erik, Anna Rumschottel, van hekserij. Ze dwong hem om door de inquisitie een onderzoek in te laten stellen. Als gevolg hiervan belandden meerdere vrouwen op de brandstapel, maar de geliefde van de vorst wist te ontkomen. Ondanks dat Anna eerst wist te ontkomen, eindigde ze in 1558 toch in Hameln op de brandstapel.
Tijdens de Hildesheimse Stiftsoorlog van 1519-1523 veroverde hij samen met zijn broer Hendrik in 1521 de burcht van Hunnesrück. Hij gaf deze burcht echter na korte tijd op. Ongeveer drie kilometer ten oosten van deze burcht liet Erik tussen 1527 en 1530 in moerassig laagland de Erichsburg bouwen, genoemd naar zijn zoon en erfgenaam Erik II. Deze burcht werd beschermd door een brede watergracht en hoge wallen en werd door hem tijdelijk gebruikt als officiële residentie. Na het einde van de Hildesheimse Stiftsoorlog verwierf Erik in 1523 ook de ambten Koldingen en Poppenburg. Bovendien veroverde hij in 1530 Aerzen. In 1539 verenigde hij de ambten Hunnesrück, Lüthorst en Lauenberg tot het nieuwe ambt Erichsburg, dat hij in deze vorm bleef bestaan tot in 1643
In 1538 bekeerde zijn echtgenote zich tot het lutheranisme, terwijl Erik zijn hele leven katholiek bleef. In juli 1540 stierf de vorst op zeventigjarige leeftijd, tijdens de Rijksdag in Hagenau. Hij liet een schuldenberg van maar liefst 900.000 daalders na. In 1541 werd Erik bijgezet in de Sint-Blasiuskerk van Münden.

## Nakomelingen
Erik en zijn tweede echtgenote Elisabeth van Brandenburg kregen vier kinderen:
- Elisabeth (1526-1566), huwde in 1543 met graaf George Ernst van Henneberg-Schleusingen.
- Erik II (1528-1580), vorst van Brunswijk-Calenberg-Göttingen
- Anna Maria (1532-1568), huwde in 1550 met hertog Albrecht van Pruisen
- Catharina (1534-1559), huwde in 1557 met Willem van Rosenberg, opperburggraaf van Bohemen

## Voorouders
| Overgootouders                                       | Hendrik de Milde van Brunswijk-Lüneburg (–1416) ∞ Sophia van Pommeren (1370–1406)                 | Hendrik de Milde van Brunswijk-Lüneburg (–1416) ∞ Sophia van Pommeren (1370–1406)                 | Frederik I van Brandenburg (1371–1440) ∞ Elisabeth van Beieren (1383-1442)                        | Frederik I van Brandenburg (1371–1440) ∞ Elisabeth van Beieren (1383-1442)                        | Heinrich zu Stolberg (–) ∞ Elisabeth (-)                                                          | Heinrich zu Stolberg (–) ∞ Elisabeth (-)                                                          | Heinrich van Schwarzburg (1339-1393) ∞ ? (-)                                                      | Heinrich van Schwarzburg (1339-1393) ∞ ? (-)                                                      |
| Grootouders                                          | Willem I van Brunswijk-Wolfenbüttel (1392-1482) ∞ Cecilia van Brandenburg (1405–1449)             | Willem I van Brunswijk-Wolfenbüttel (1392-1482) ∞ Cecilia van Brandenburg (1405–1449)             | Willem I van Brunswijk-Wolfenbüttel (1392-1482) ∞ Cecilia van Brandenburg (1405–1449)             | Willem I van Brunswijk-Wolfenbüttel (1392-1482) ∞ Cecilia van Brandenburg (1405–1449)             | Botho VII van Stolberg-Wernigerode (1375–1455) ∞ Anna van Schwarzburg (-)                         | Botho VII van Stolberg-Wernigerode (1375–1455) ∞ Anna van Schwarzburg (-)                         | Botho VII van Stolberg-Wernigerode (1375–1455) ∞ Anna van Schwarzburg (-)                         | Botho VII van Stolberg-Wernigerode (1375–1455) ∞ Anna van Schwarzburg (-)                         |
| Ouders                                               | Willem II van Brunswijk-Wolfenbüttel (1425-1503) ∞ Elisabeth van Stolberg-Wernigerode (1428–1521) | Willem II van Brunswijk-Wolfenbüttel (1425-1503) ∞ Elisabeth van Stolberg-Wernigerode (1428–1521) | Willem II van Brunswijk-Wolfenbüttel (1425-1503) ∞ Elisabeth van Stolberg-Wernigerode (1428–1521) | Willem II van Brunswijk-Wolfenbüttel (1425-1503) ∞ Elisabeth van Stolberg-Wernigerode (1428–1521) | Willem II van Brunswijk-Wolfenbüttel (1425-1503) ∞ Elisabeth van Stolberg-Wernigerode (1428–1521) | Willem II van Brunswijk-Wolfenbüttel (1425-1503) ∞ Elisabeth van Stolberg-Wernigerode (1428–1521) | Willem II van Brunswijk-Wolfenbüttel (1425-1503) ∞ Elisabeth van Stolberg-Wernigerode (1428–1521) | Willem II van Brunswijk-Wolfenbüttel (1425-1503) ∞ Elisabeth van Stolberg-Wernigerode (1428–1521) |
| Erik I van Brunswijk-Calenberg-Göttingen (1470-1540) |                                                                                                   |                                                                                                   |                                                                                                   |                                                                                                   |                                                                                                   |                                                                                                   |                                                                                                   |                                                                                                   |